# Tituly a vyznamenání Jiřího VI.

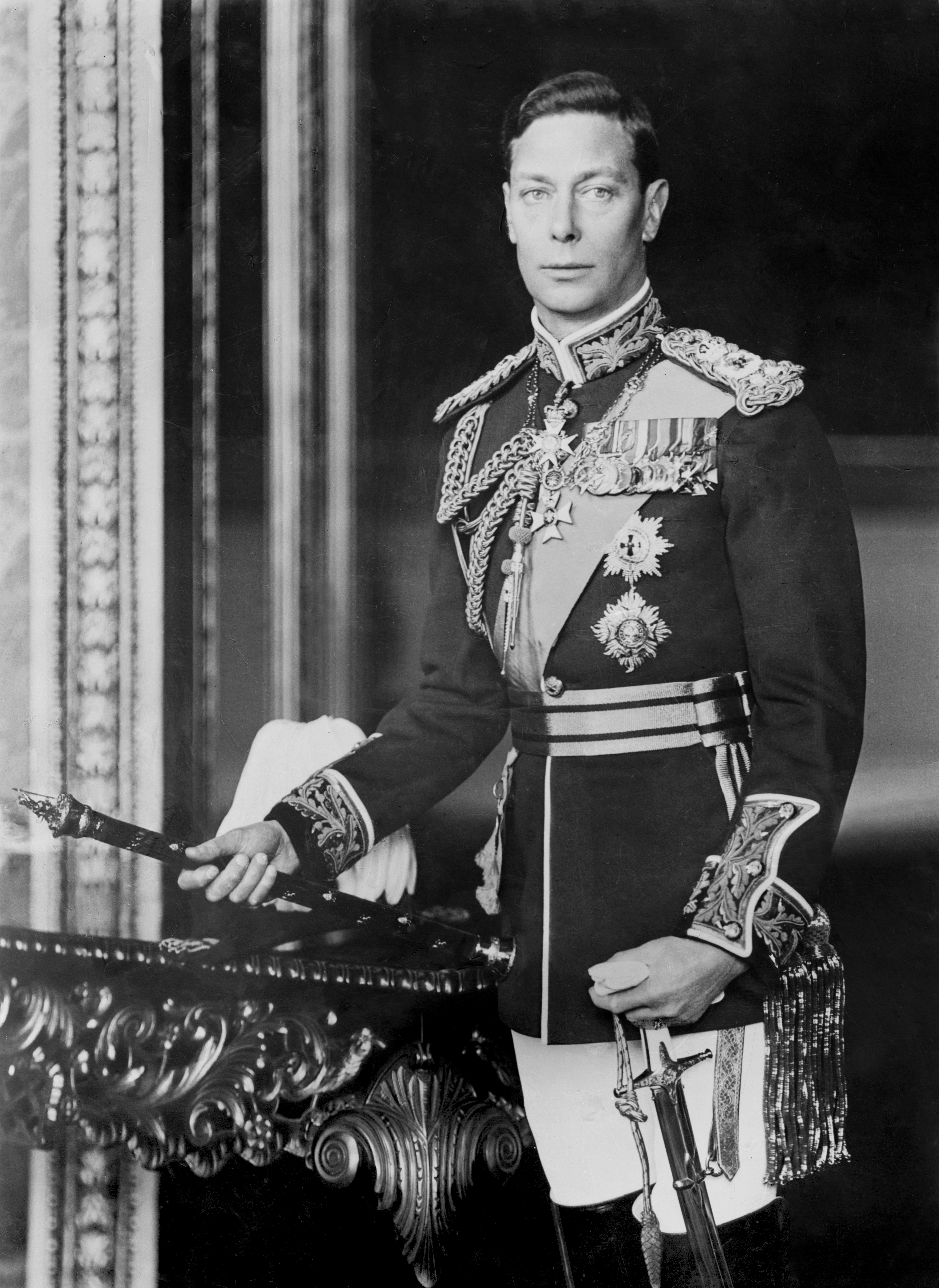
Král Jiří VI. ve slavnostní uniformě dekorované řády a medailemi

Jiří VI. obdržel během svého života řadu vyznamenání a čestných jmenování, a to jak před nástupem na trůn, tak jako panovník Spojeného království, dominií a britského Commonwealthu.

## Tituly
- 14. prosince 1895 – 17. července 1917: Jeho Výsost princ Albert sasko-kobursko-gothajský, vévoda saský

- 14. prosince 1895 – 28. května 1898: Jeho Výsost princ Albert z Yorku
- 28. května 1898 – 22. ledna 1901: Jeho královská Výsost princ Albert z Yorku
- 22. ledna 1901 – 9. listopadu 1901: Jeho královská Výsost princ Albert z Cornwallu a Yorku
- 9. listopadu 1901 – 6. května 1910: Jeho královská Výsost princ Albert z Walesu
- 6. května 1910 – 4. června 1920: Jeho královská Výsost princ Albert
- 4. června 1920 – 11. prosince 1936: Jeho královská Výsost vévoda z Yorku, hrabě z Inverness a baron z Killarney
- 11. prosince 1936 – 6. února 1952: Jeho Veličenstvo král
  - 11. prosince 1936 – 14. srpna 1947: Jeho císařské Veličenstvo král, indický císař[1]
  - 11. prosince 1936 – 6. února 1952: Lord of Mann

Během svého života užíval různé tituly, které se měnily tak, jak se měnila jeho role v královské rodině. Do 28. května 1898 byl oslovován Jeho Výsost, jak mu to umožňovaly oba jeho tituly, jak britský tak saský. Po nástupu svého bratra na trůn dne 20. ledna 1936 užíval Albert až do vlastního nástupu na trůn titul Jeho královská Výsost princ Albert, vévoda z Yorku, hrabě z Invernes a baron z Killarney.
Jeho oficiální plný královský titul zněl Jeho Veličenstvo Jiří Šestý, z boží milosti, král Velké Británie, Irska a Britských dominií za mořem, obránce víry, indický císař (latinsky: Georgius VI, Dei Gratia Magnae Britanniae, Hiberniae et terrarum transmarinarum quae in ditione sunt Britannica Rex, Fidei Defensor, Indiae Imperator). Nejčastěji však byl oslovován jednoduše jako Král (The King) nebo Jeho Veličenstvo (His Majesty).
Byl držitelem i mnoha dalších titulů, které však nebyly součástí jeho oficiálního titulu. Například šlo o tituly: Vládce Nejvzenšenějšího podvazkového řádu, Vládce Nejstaršího a nejvznešenějšího Řádu bodláku, Vládce Nejslavnějšího Řádu svatého Patrika, Vládce Nejctihodnějšího Řádu lázně, Vládce Nejproslulejšího řádu svatého Michala a svatého Jiří, Vládce Nejznamenitějšího řádu britského impéria aj.

Poté, co získala Indie v roce 1947 nezávislost, Jiří VI. přestal být indickým císařem čímž se změnil i jeho titul. Nově zněl Jiří Šestý, z boží milosti, král Velké Británie, Irska a Britských dominií za mořem, obránce víry.

Erb Alberta, vévody z Yorku
Královský erb Jiřího VI.jakožto krále Spojeného království (vyjma Skotska)
Královský erb Jiřího VI. užívaný ve Skotsku

## Vojenské hodnosti

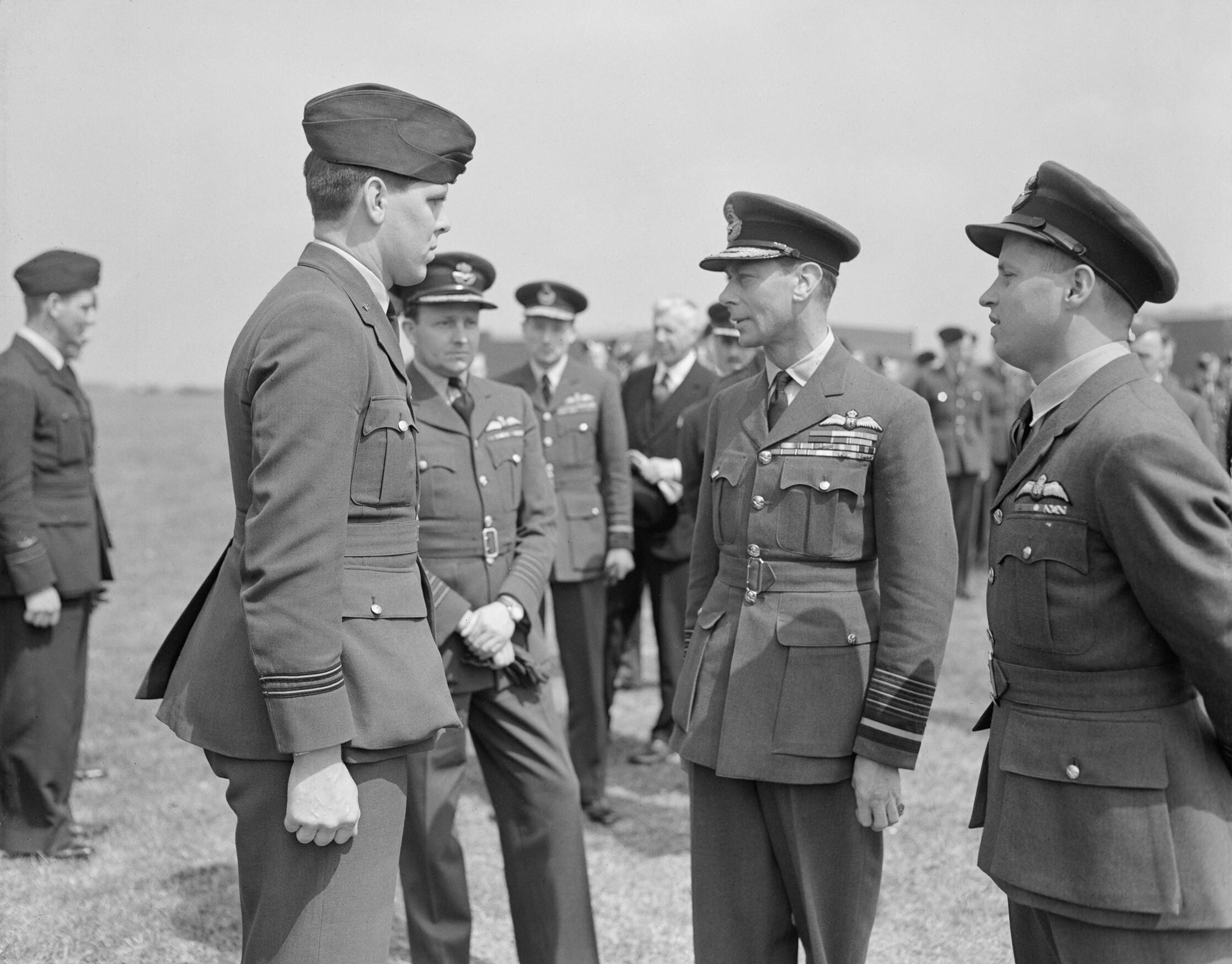
Jiří VI. při inspekci vojsk během druhé světové války

- Austrálie
  - 2. června 1938 – 6. února 1952: maršál Royal Australian Air Force
- Kanada
  - 11. prosince 1936 – 7. listopadu 1940: vrchní velitel Kanadských milicí
  - 11. prosince 1936 – 6. února 1952: vrchní velitel Royal Canadian Air Force
  - 11. prosince 1936 – 6. února 1952: vrchní velitel Kanadského královského námořnictva
  - 11. prosince 1936 – 6. února 1952: vrchní velitel Kanadské armády
- Spojené království
  -  Britské ozbrojené síly
    - 11. prosince 1936 – 6. února 1952: vrchní velitel
    -  Britské královské námořnictvo
      - 15. září 1913 – 15. května 1916: námořní kadet na HMS Collingwood
      - 15. května 1916 – 1918: podporučík[2]
      - 1918 – 31. prosince 1920: poručík
      - 31. prosince 1920 – 1925: komandér[3]
      - 1925 – 3. června 1932: kapitán
      - 3. června 1932 – 1. ledna 1936: kontradmirál[4]
      - 1. ledna 1936 – 21. ledna 1936: viceadmirál[5]
      - 21. ledna 1936 – 11. prosince 1936: admirál[6]
      - 11. prosince 1936 – 6. února 1952: admirál loďstva[7]

    -  Royal Air Force
      - 29. prosince 1918 – 1919: dočasný kapitán a štábní důstojník[8]
      - 1. srpna 1919 – 1. listopadu 1919:Flight Lieutenant[9]
      - 1. listopadu 1919 – 1. června 1920: Squadron Leader[10]
      - 1. června 1920 – 30. června 1921: Wing Commander[11]
      - 30. června 1921 – 3. června 1932: Group Captain[12]
      - 3. června 1932 – 1. ledna 1936: Air Vice-Marshal[4]
      - 1. ledna 1936 – 21. ledna 1936: Air Marshal[5]
      - 21. ledna 1936 – 11. prosince 1936: Air Chief Marshal
      - 11. prosince 1936 – 6. února 1952: maršál[13]

    -  Britská armáda
      - 3. června 1932 – 1. ledna 1936: generálmajor[4]
      - 1. ledna 1936 – 21. ledna 1936: generálporučík[5]
      - 21. ledna 1936 – 11. prosince 1936: generál[6]
      - 11. prosince 1936 – 6. února 1952: polní maršál[13]

### Čestné vojenské hodnosti
- Austrálie
  - 1937–1952: Colonel-in-Chief Australského královského pěchotního sboru
- Dánsko
  - 1927–1952: generál dánské armády
  - 1948–1952: admirál Dánského královského námořnictva

- Ghana
  - 1936–1952: Colonel-in-Chief Královské západní africké pohraniční síly, armáda Ghany
- Indie
  - 1936–1950: Colonel-in-Chief Královského regimentu indického dělostřelectva
  - 1937–1950: Colonel-in-Chief 16. lehkého jízdního
  - 1938–1950: Colonel-in-Chief Sboru královských indických ženistů
- Malta
  - 1942–1952: Colonel-in-Chief Královského maltského dělostřelectva
- Nepál
  - 1946–1952: čestný velící generál Královské armády Nepálu
- Nový Zéland
  - 1947–1952: Colonel-in-Chief Královského novozélandského dělostřelectva
  - 1947–1952: Colonel-in-Chief Aucklandského pluku

## Vyznamenání

### Vyznamenání Britského Commonwealthu

#### Velmistr řádů 11. prosince 1936 – 6. února 1952
- Podvazkový řád
- Královský Viktoriin řád
- Řád bodláku
- Nejctihodnější řád sv. Jana Jeruzalémského
- Řád svatého Michala a svatého Jiří
- Řád svatého Patrika
- Řád za zásluhy
- Řád společníků cti
- Řád lázně
- Řád britského impéria
- Řád za vynikající službu
- Imperiální řád Za zásluhy
- Řád indické hvězdy
- Řád Indické říše
- Řád Britské Indie
- Indický řád za zásluhy
- Řád indické koruny
- Barmský řád
- Královský řád Viktorie a Alberta
- Královský rodinný řád krále Eduarda VII.
- Královský rodinný řád krále Jiřího VI.

#### Osobní vyznamenání řády
- rytíř Podvazkového řádu – 14. prosince 1916[14]
- rytíř velkokříže Královského Viktoriina řádu – 1. ledna 1921
- zvláštní rytíř Řád bodláku – 24. dubna 1923
- Nejctihodnější řád sv. Jana Jeruzalémského I. třídy – 12. června 1926
- rytíř velkokříže Řádu svatého Michala a svatého Jiří – 22. prosince 1926
- rytíř Řádu svatého Patrika – 7. března 1936

#### Medaile a ocenění
- Královský Viktoriin řetěz – 3. června 1927
- Hvězda 1914 – 1919
- Britská válečná medaile – 1919
- Vítězná medaile – 1919
- Medaile diamantového výročí královny Viktorie – 1897
- Korunovační medaile Eduarda VII. – 1902
- Korunovační medaile Jiřího V. – 1911
- Medaile stříbrného výročí krále Jiřího V. – 1935
- Hvězda 1939–1945 – 1945
- Italská hvězda – 1945
- Hvězda za Francii a Německo – 1945
- Medaile Za obranu – 1945
- Válečná medaile 1939–1945 – 1945

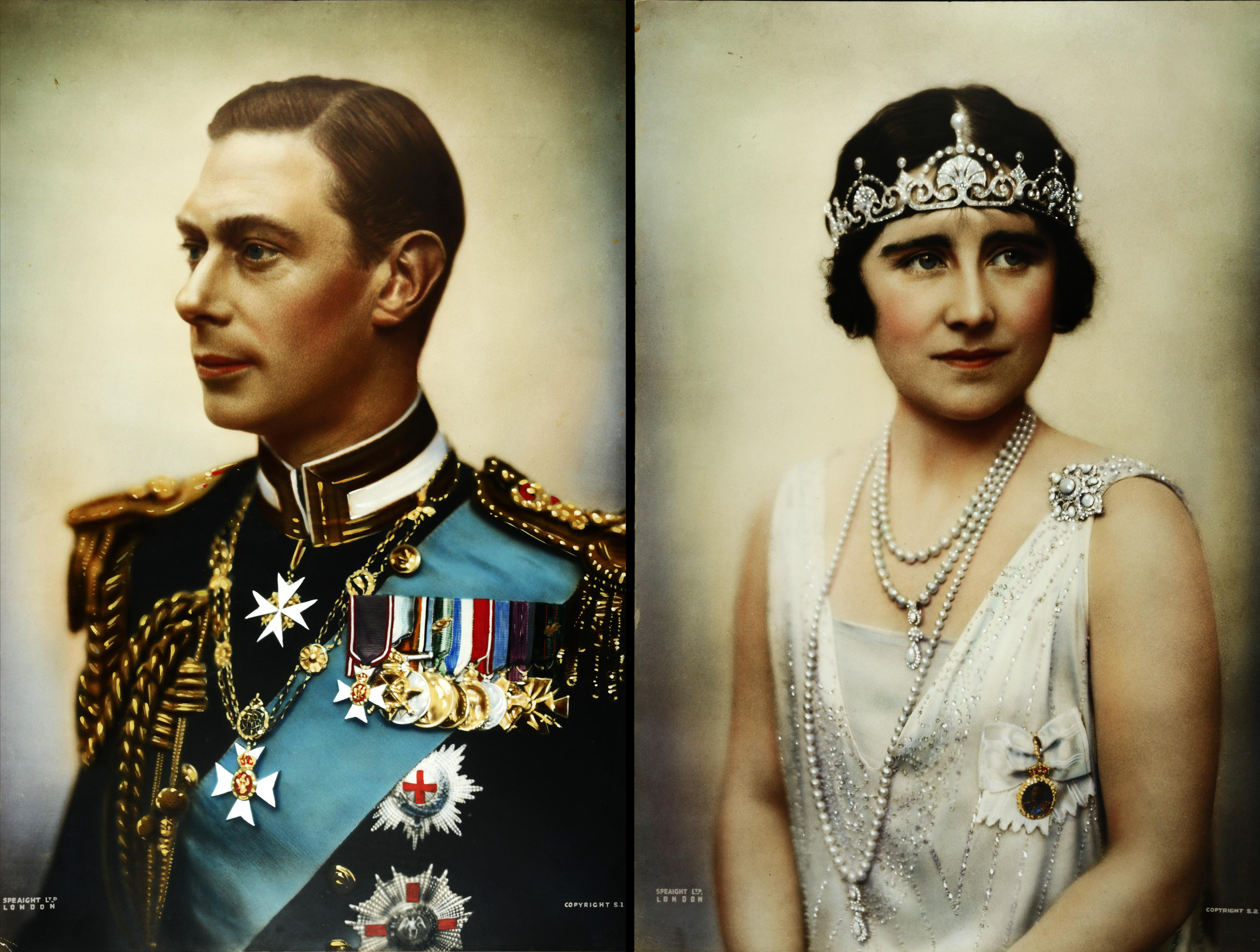
Vévoda a vévodkyně z Yorku

### Zahraniční vyznamenání
- Afghánistán
  -  člen I. třídy Řádu nejvyššího slunce – 13. března 1928
- Belgie
  -  velkokříž Řádu Leopolda – 22. listopadu 1918
- Bulharsko
  -  rytíř Královského řádu svatých Cyrila a Metoděje – 1938
- Dánsko
  -  velkokomtur Řádu Dannebrog – 24. října 1948
- Egyptské království
  -  velkostuha Řádu Muhammada Alího – 4. července 1927
- Etiopské císařství
  -  velkokříž Řádu etiopské hvězdy – 9. července 1924
  -  rytíř Řádu Šalomounova[15]
- Francie
  -  velkokříž Řádu čestné legie – 1917
  -  Croix de guerre 1939–1945 s palmou – 1945
  -  Ordre de la Libération in memoriam – 5. dubna 1960
- Irácké království
  -  člen I. třídy Řádu dvou řek – 20. června 1933
  -  Řád Hášimovců – 10. listopadu 1943
- Írán
  -  řetěz Řádu Pahlaví – 21. července 1948
- Italské království
  -  rytíř Savojského vojenského řádu – 11. srpna 1917
- Japonsko
  -  velkokříž s řetězem Řádu chryzantémy – 29. června 1937
- Jordánsko
  -  řetěz Řádu al-Husajna bin Alího – 18. srpna 1949
- Jugoslávské království
  -  velkokříž Řádu bílého orla – 1918
  -  velkokříž Řádu hvězdy Karadjordjevićů – 19. července 1939
- Monako
  -  velkokříž Řádu svatého Karla – 11. května 1937
- Nepál
  -  velkokříž Řádu Ojaswi Rajanya – 29. dubna 1937
  -  velkostuha Řádu Ojaswi Rajanya – 24. září 1946
- Nizozemsko
  -  velkokříž Vojenského řádu Vilémova – 1. července 1946
- Norsko
  -  Válečný kříž – 1942
- Portugalsko
  -  Stuha tří řádů – 2. května 1939[16]
- Rumunsko
  -  rytíř Řádu Karla I. – 18. října 1922
- Ruské impérium
  -  Řád svatého Vladimíra IV. třídy s meči – 3. června 1917
- Řecko
  -  velkokříž Řádu Spasitele – 7. října 1936
  -  velkokříž Řádu Fénixe – 7. října 1936
  -  řetěz Řádu svatých Jiřího a Konstantina – 7. listopadu 1938
  -  Kříž za chrabrost – 1945
- Spojené státy americké
  -  vrchní velitel Legion of Merit – 1945
  -  Medaile za evropsko-africko-středovýchodní tažení – 1945
- Švédsko
  -  rytíř Řádu Serafínů – 11. května 1937
- Thajsko
  -  rytíř Řádu Mahá Čakrí – 2. února 1937[17]